# Athletissima 2017
Athletissima 2017 byl lehkoatletický mítink, který se konal 6. července 2017 v švýcarském městě Lausanne. Byl součástí série mítinků Diamantová liga.

## Výsledky

### Muži
| Disciplína    | 1. místo                | 2. místo                       | 3. místo                  |
| Běh na 100 m  | Justin Gatlin 9,96      | Ben-Youssef Meïté 9,98         | Akani Simbine 9,99        |
| Běh na 400 m  | Wayde van Niekerk 43,62 | Baboloki Thebe 44,02           | Isaac Makwala 44,08       |
| Běh na 1500 m | Aman Wote 3:32,20       | Charles Cheboi Simotwo 3:32,59 | Silas Kiplagat 3:32,96    |
| Běh na 5000 m | Muktar Edris 12:55,23   | Selemon Barega 12:55,58        | Joshua Cheptegei 12:59,83 |
| Skok o tyči   | Sam Kendricks 593 cm    | Paweł Wojciechowski 593 cm     | Renaud Lavillenie 587 cm  |
| Trojskok      | Pedro Pichardo 17,60 m  | Christian Taylor 17,49 m       | Will Claye 17,12 m        |
| Hod kouli     | Ryan Crouser 22,39 m    | Tomas Walsh 21,97 m            | Tomáš Staněk 21,36 m      |

### Ženy
| Disciplína            | 1. místo                             | 2. místo                     | 3. místo                    |
| Běh na 200 m          | Dafne Schippersová 22,10             | Marie-Josée Ta Lou 22,16     | Kyra Jefferson 22,34        |
| Běh na 800 m          | Francine Niyonsabaová 1:56,82        | Charlene Lipseyová 1:57,38   | Eunice Sumová 1:57,78       |
| Běh na 100 m překážek | Sharika Nelvisová 12,53              | Jasmin Stowersová 12,57      | Christina Manningová 12,58  |
| Běh na 400 m překážek | Ashley Spencerová 53,90              | Léa Sprungerová 54,29        | Eilidh Doyleová 54,36       |
| Skok daleký           | Ivana Španovićová 679 cm             | Shakeelah Saundersová 668 cm | Tianna Bartolettaová 665 cm |
| Skok vysoký           | Marija Lasickeneová 206 cm Rekord DL | Kamila Lićwinková 193 cm     | Sofie Skoog 193 cm          |
| Hod oštěpem           | Sara Kolaková 68,43 m                | Barbora Špotáková 67,40 m    | Kathryn Mitchellová 66,12 m |